# چودهری شجاعت حسین
چودهری شجاعت حسین  (زادهٔ ۲۷ ژانویهٔ ۱۹۴۰) یک سیاست‌مدار اهل پاکستان است.وی از ژوئن تا اوت ۲۰۰۴ نخست‌وزیر این کشور بود.